# Frédéric-Antonin Breysse
Frédéric-Antonin Breysse est un illustrateur, dessinateur et scénariste de bandes dessinées français né le 20 novembre 1907 à Lyon et décédé le 10 septembre 2001 à Sainte-Foy-lès-Lyon.

## Biographie
Il est le créateur de la série Les Aventures d'Oscar Hamel et Isidore, publiée dans les hebdomadaires Message aux Cœurs Vaillants, puis par Cœurs vaillants entre 1945 et 1955.

## Publications
- 1947 : La Plus belle histoire, texte de l'abbé Gaston Courtois, collection Belles histoires et belles vies, éd. Fleurus
- 1952 : St François d'Assise, texte de l'abbé Jean Pihan, collection Belles histoires et belles vies, éd. Fleurus
- Les Aventures d'Oscar Hamel et Isidore :
  - 1945 : L'Étrange Aventure, réédité en 1996 comme tome 9 de la série
  - 1947 : Les Conquérants de l'infini, réédité en 1982 comme tome 7 de la série
  - 1949 : L'Idole aux yeux d'émeraudes, Oscar Hamel et Isidore, édité pour la 1re fois en 1995 comme T.9, éd. du Triomphe
  - 1952 : Le Mystère de Ker-Polik, Oscar Hamel et Isidore T.1
  - 1952 : L'Oncle du Tchad, Oscar Hamel et Isidore T.2
  - 1952 : S.O.S. 23-75, Oscar Hamel et Isidore T.3
  - 1953 : La Montagne de la peur, Oscar Hamel et Isidore T.4
  - 1954 : La Rivière de feu, Oscar Hamel et Isidore T.5
  - 1954 : La Cité oubliée, Oscar Hamel et Isidore T.6
  - Le Mystère du Vultur Totem, une aventure inachevée (arrêtée en avril 1955) parue dans Cœurs vaillants.Ces aventures ont d'ailleurs paru dans cet hebdomadaire avant de paraître en albums.